# Символы и эмблемата
«Си́мволы и эмблема́та» — сборник изображений символов и эмблем, составленный Яном Тессингом и Ильей Копиевским по указу российского царя Петра I на основе западноевропейских книг аналогичного содержания и напечатанный в 1705 г. в Амстердаме; включает в себя 840 гравированных рисунков эмблем с поясняющими надписями на девяти языках, включая русский.

## История изданий
Западная библиография признает возможным автором сборника «Символы и эмблемата» Даниэля де Ла Фея или создателя эмблем, девизов, медалей, иероглифических фигур и монограмм, мастера-гравера Николаса Варьена.
В 1718 г. царь Петр распорядился продавать сборник всем желающим, ради чего издание повторили в 1719 году. Оно «имело самое широкое хождение» и во многом определило постоянный набор эмблем и символов в русском изобразительном искусстве XVIII—XIX веков. Материалы сборника использовались для создания многих российских гербов.
В 1811 году в Императорской типографии Санкт-Петербурга вышла его книга «Избранные емблемы и символы на российском, латинском, французском, немецком и английском языках объясненные, прежде в Амстердаме, а потом во граде Св. Петра 1788 года, с приумножением изданные Статским Советником Нестором Максимовичем Амбодиком». В этом третьем переиздании петровских «Символов и эмблемат» были полностью перепечатаны офортом все 840 изображений из первого издания, добавлены 70 страниц римской пагинации с объяснениями, иконологическими описаниями изображений, краткими толкованиями изображений, а также с описанием государственных гербов Российской Империи. Всё это было украшено большими, гравированными виньетками, авторство которых установить не удалось.
В 2010 году собрание символов и эмблем вошло в сборник «Петровская гравюра», составленный по материалам Воронежского областного художественного музея им. И. Н. Крамского.